# Скупоцени скалар
Скупоцени скалар (лат. Epitonium scalare) је мекушац из породице Epitoniidae.

## Опис љуштуре
Назив потиче од тога што су љуштуре ових животиња, не веће од 5 cm, биле веома цењене међу колекционарима 18. века и тада су достизале цену злата и рубина. Биле су украс у кабинетима краљица Русије Катарине и краљице Шведске. Занимљиво је да су их тада фалсификовале кинеске занатлије користећи брашно од пиринча. Наиме, љуштуре ових животиња су веома нежне. Данас се не сматрају толико ретким, па тако ни скупоценим, али их ипак ретко која збирка поседује.
Зашиљени врх љуштуре наставља се у завоје, који за разлику од већине других љуштура нису спојени шавовима, већ постоји простор између њих, идући све до отвора. Цела љуштура је покривена равномерно распоређеним решеткастим, белим и сјајним „летвицама“ што одаје утисак спиралног степеништа.

## Станиште
Ова врста насељава западне делове Тихог океана.